# Wayne Robson
Wayne Robson, född 29 april 1946 i Vancouver, British Columbia, död 4 april 2011 i Toronto, Ontario, var en kanadensisk skådespelare. Han spelade bland annat en fånge i filmen Cube från 1997.

## Filmografi (urval)
- 1990 – Bernard och Bianca i Australien (röst)
- 1991–1992 – Tintin (TV-serie) (röst)
- 1996 – Stolen Hearts
- 1997 – Pippi Långstrump (röst)
- 1997 – Cube